# روبرت ديك
روبرت ديك (16 أبريل 1889 - 14 ديسمبر 1983) (بالإنجليزية: Robert Dick)‏ هو لاعب كريكت بريطاني وبريطاني (وحمل سابقاً جنسية المملكة المتحدة لبريطانيا العظمى وأيرلندا).